# Ahmed al-Haznawi
Ahmed al-Haznawi (arabiska: احمد ابراهيم الحزناوي), född 11 oktober 1980, död 11 september 2001, tros av FBI vara en av kaparna på United Airlines Flight 93, som havererade på ett fält i Shanksville i Pennsylvania.